# Mikrotonale Musik

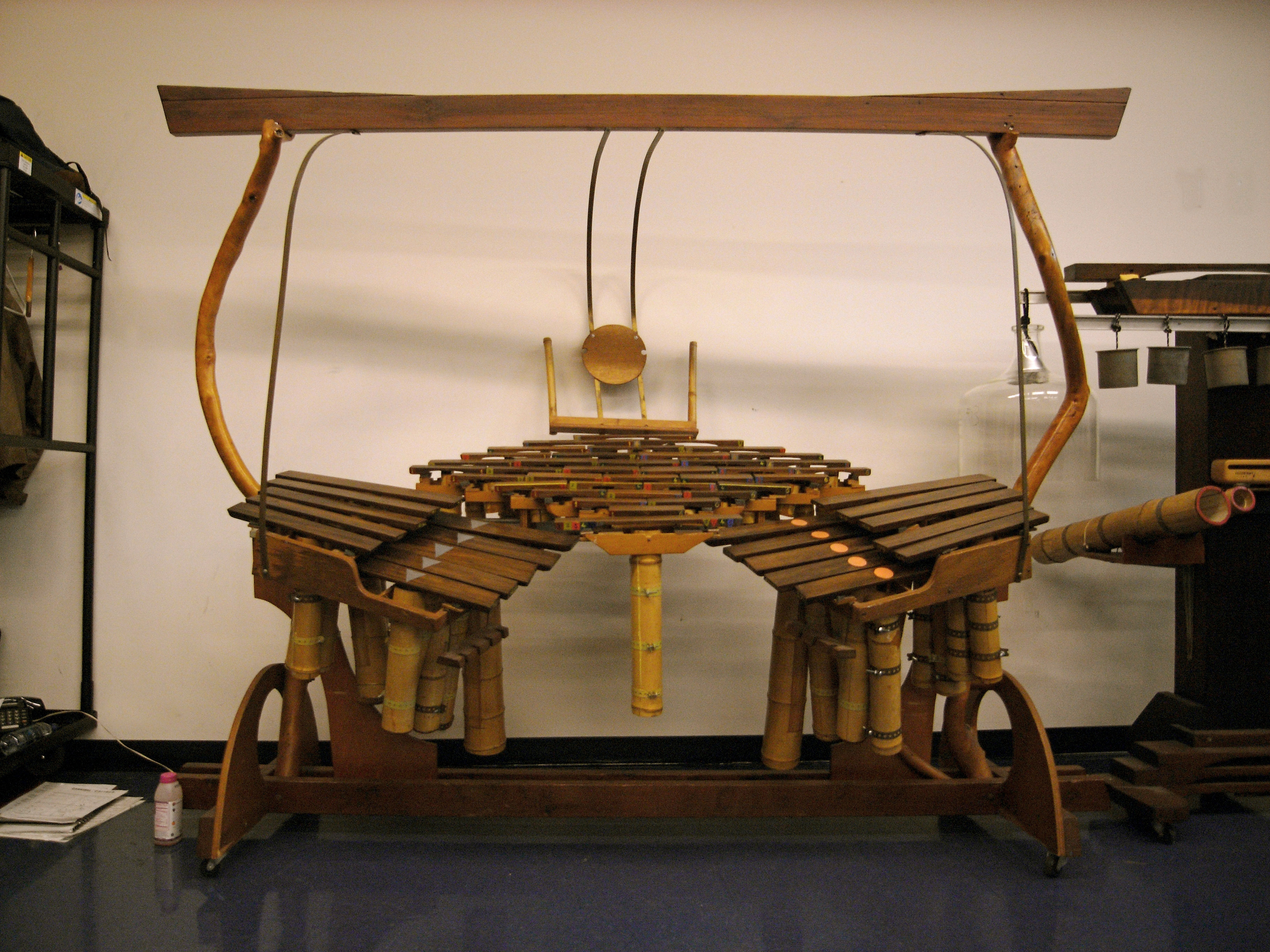
Quadrangularus Reversum, ein von Harry Partch 1965 entwickeltes mikrotonales Xylophon mit Holzplatten und Bambusresonatoren, ähnlich einem Marimbaphon

Mikrotonale Musik arbeitet mit mikrotonalen Intervallen, d. h. Intervallen, die kleiner als ein Halbtonabstand sind. Entsprechende zwischen den herkömmlichen Tonstufen liegende Töne werden zwar in klassischer Musik oder in Pop und Jazz schon immer eingesetzt (in Glissandi, Portamenti etc.), trotzdem spricht man hier nicht von mikrotonaler Musik. Eine derartige Musik muss vielmehr mit einem mikrotonalen Tonsystem verbunden sein oder mikrotonale Zeichen enthalten, die nicht nur sporadisch eingesetzt werden. Es müssen nicht zwangsläufig mehr als zwölf Töne pro Oktave vorhanden sein.

## Abgrenzung
Wenn in Musikstilen, wie etwa im Grunge-Rock, verstimmte Gitarren eingesetzt werden, spricht man eher von „mikrotonalen Elementen“ als von mikrotonaler Musik.

## Geschichte

### 11. bis 20. Jahrhundert des Westens
In der Handschrift Montpellier MS H 159 (11. Jahrhundert) finden sich bei den dort aufgezeichneten Stücken des gregorianischen Gesangs Mikrotonzeichen, die auf altgriechische Tonhöhenzeichen zurückführbar sind. Gmelch gibt als Beispiele: Offertorium: Afferentur, 198,3 und Graduale: Miserere mihi, 184,2 und 4. Gmelch schreibt auf S. 11/12 zu diesen Spezialzeichen: „Über ihre Herkunft kann kaum ein Zweifel obwalten; sie sind geradeso konstruiert, wie in der altgriechischen Tonschrift aus einem Urzeichen durch Umlegen neue Zeichen sich ergaben, ja sie sind nichts anderes als altgriechische Tonzeichen und kommen als solche in den Tabellen des Alypius aus dem 4. Jh. nach Chr. vor … Nur die Bedeutung ist hier eine andere. Man wird sie auf nicht-diatonische Tonstufen beziehen müssen, von denen Guido von Arezzo im 10. Kapitel des Micrologus spricht.“ Willi Apel vermutete für einige Neumen (salicus, oriscus und pressus) einen mikrotonalen Bezug und nahm auf S. 122 f Bezug auf Montpellier H 159.
Die in Montpellier H 159 vorkommenden mikrotonalen Zeichen sind:

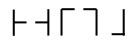
Mikrotonzeichen aus der Handschrift Montpellier H 159

Die mitteltönige Stimmung der Renaissance versuchte, naturreine Terzen mit annähernd reinen Quinten zu versöhnen, musste aber die sogenannte Wolfsquinte in Kauf nehmen. Um diese zu umgehen oder in weit entfernte Tonarten zu verschieben, wurden einige Tasten der Klaviatur geteilt. Guillaume Costeley schrieb 1558 einen Chromatischen Chanson, Seigneur Dieu ta pitié, benutzte darin die Neunzehnstufige Stimmung, also 19 temperierte Stufen pro Oktave mit mikrotonalen Intervallen (63 Cent-Schritte).
Ein weiterer Ansatz zu mikrotonaler Musik stammte vom italienischen Renaissancekomponisten Nicola Vicentino, der bei dem von ihm entwickelten Archicembalo 36 Tasten pro Oktave verwendete. Allerdings galt sein Interesse in erster Linie der klassischen griechischen Musiktheorie und dem Bestreben, akustisch reine Intervalle innerhalb chromatischer Kompositionen zu verwenden. Ein ähnliches Instrument benutzte Gesualdo di Venosa zur Komposition seiner hochchromatischen Madrigale. Der Begriff „Mikroton“ war zu dieser Zeit aber noch nicht bekannt.
Johann Kuhnaus Cembalo-Komposition Der Kampf zwischen David und Goliath, um 1700 entstanden, benutzt die in der Mitteltontemperatur entstehenden exotischen Intervalle, namentlich auch die Wolfsquinte. In dieser Tradition stehen viele Barockkomponisten wie etwa auch François Couperin.
Eine wirklich „mikrotonale“ Komposition (Air à la grecque) wurde 1760 von dem Flötisten Charles de Lusse (* ca. 1723, † ca. 1774) für Flöte und Bass geschrieben. In der nur wenig mehr als eine Minute dauernden Komposition füllt er mehrfach chromatische Linien der Flöte mit Vierteltönen auf.
Sehr selten sind Experimentatoren wie etwa Fromental Halévy, der 1849 ein Werk für Soli, Chor und Orchester mit Vierteltönen schrieb: Prométhée enchaîné (nach Aischylos).
Als eigentlicher Beginn der Erweiterung des westlichen Tonsystems muss das frühe 20. Jahrhundert angesehen werden mit Komponisten wie Ferruccio Busoni (er ließ sich ein Dritteltonharmonium bauen, ohne allerdings für das Instrument zu komponieren) oder Charles Ives (Gebrauch von Vierteltönen in verschiedenen Kompositionen).

### Pioniere
Bedeutende Pioniere mikrotonaler Musik im frühen 20. Jh. sind z. B. Julián Carrillo, Alois Hába, Ivan Wyschnegradsky und Harry Partch. Andere wie Charles Ives oder Béla Bartók machten nur sporadischen, unsystematischen Gebrauch von Vierteltönen.

## Außereuropäische Musiksysteme
Der Begriff wird auch auf Musiksysteme angewendet, deren Stimmung nicht auf den westlichen Halbtönen basiert, hierzu zählen die indonesische Gamelan-Musik, die klassische indische oder die klassische Arabische Musik sowie die klassische Persische Musik. Während das Tonsystem der westlichen Musik die Oktave (Frequenzverhältnis 2:1 zum Grundton) in 12 Halbtöne unterteilt, verwendet die indische Musiklehre pro Oktave 22 Mikrotöne. Diese werden Shruti genannt. Auch in der arabischen und klassischen persischen Musik finden sich solche „Vierteltöne“ (auf einen vorangehenden Bezugston richtiger als 3/4- bzw. 5/4-Töne begreifbar).

## Mikrotonale Kompositionen des Westens
Viele Kompositionen im 20. und 21. Jahrhundert benutzen Mikrotöne. Dabei sind zwei Hauptstränge zu beobachten: Einerseits wird die Oktave weiter geteilt, etwa in 17, 19, 31, 53, 72 temperierte Schritte (auch andere Lösungen wurden individuell gefunden), oder die Oktave wird asymmetrisch (in verschieden große Tonschritte) geteilt. Dies ist besonders in allen Lösungen zu beobachten, die sich naturreinen Stimmungen zuwenden. Des Weiteren werden etwa Sechstel-, Viertel- oder Achteltöne verwendet, um diverse harmonische oder melodische Ideen zu notieren. Es ist auch der Verzicht auf die Oktave als unumstößliches Intervall zu beobachten. Ein Beispiel dafür ist die Bohlen-Pierce-Skala, die die Duodezime (Oktave+Quinte) in 13 Schritte teilt und keine Oktave enthält.
Die australische Psychedelic-Rock-Band King Gizzard & the Lizard Wizard veröffentlichte 2017 das Album Flying Microtonal Banana mit Viertel-Ton-Kompositionen.

## Notationsbeispiel
Die gebräuchlichsten mikrotonalen Zeichen sind:

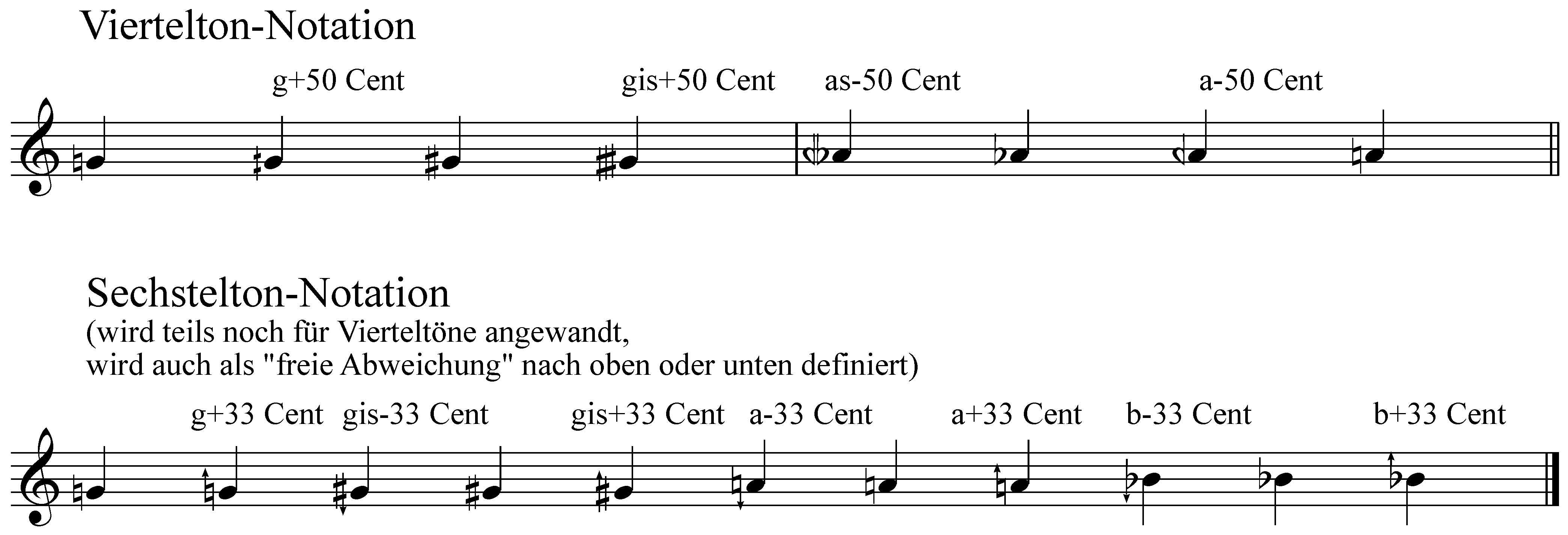
Gebräuchliche Mikrotonzeichen

## Mikrotonale Forscher
Schriften zur Mikrotonalität haben publiziert:
- Christiaan Huygens (1629–1695) propagierte die temperierte 31-Ton-Skala
- Vishnu Narayan Bhatkhande (1860–1936) Klassifizierung der indischen Ragas
- Adriaan Daniël Fokker (1887–1972) Bezug auf Huygens, Keyboard-Design
- Iwan Wyschnegradsky (1893–1979) Viertel- und Sechstelton-Temperierungen
- Alois Hába (1893–1973) Temperierungen
- Harry Partch (1901–1974) Just Intonation
- Ben Johnston (1926–2019) Just Intonation
- Joel Mandelbaum (* 1932) reiches Schrifttum über Mikrotonales Komponieren
- James Tenney (1934–2006) vor allem über Just Intonation
- Franz Richter Herf (1920–1989) ekmelisches (feinstufiges) Komponieren, 72-stufige Skala, der Halbton wird in sechs Teile unterteilt.
- Hugues Dufourt (* 1943) über Denkweisen der Gruppe L'itineraire in Paris
- Clarence Barlow (1945–2023) über jede erdenkliche Teilung der Oktave
- Max Méreaux (* 1946) Viertelton-Temperierungen
- Valeri Brainin (* 1948) Theorie einer 29-Temperierung, einer mikrochromatischen Komposition und der Evolution der Musiksprache
- Manfred Stahnke (* 1951) zu Mikrotonalität allgemein
- Georg Friedrich Haas (* 1953) zu reiner Stimmung und weiteren mikrotonalen Fragen
- Georg Hajdu (* 1960) 17-Ton-, 19-Ton-Skalen und besonders die Bohlen-Pierce-Skala
- Bob Gilmore (* 1961) Just Intonation in den USA etc.
- Mathius Shadow-Sky (* 1961) nonoctave microtonal und macrotonal scales

## Mikrotonale Komponisten
- Willy von Möllendorff (1872–1934)
- Julián Carrillo (1875–1965)
- Ivan Wyschnegradsky (1893–1979)
- Alois Hába (1893–1973)
- Harry Partch (1901–1974)
- Giacinto Scelsi (1905–1988)
- John Cage (1912–1992)
- Witold Lutosławski (1913–1994)
- Ivor Darreg (1917–1994)
- Bjørn Fongaard (1919–1980)
- György Ligeti (1923–2006)
- Luigi Nono (1924–1990)
- Morton Feldman (1926–1987)
- Ben Johnston (1926–2019)
- Muhal Richard Abrams (1930–2017)
- Aribert Reimann (1936–2024)
- Hans Zender (1936–2019)
- Krzysztof Penderecki (1933–2020)
- Wendy Carlos (* 1939)
- Johannes Fritsch (1941–2010)
- Horațiu Rădulescu (1942–2008)
- Clarence Barlow (1945–2023)
- Jonathan Glasier (* 1945)
- Max Méreaux (* 1946)
- Gérard Grisey (1946–1998)
- Tristan Murail (* 1947)
- Glenn Branca (1948–2018)
- Claude Vivier (1948–1983)
- Warren Burt (* 1949)
- Dean Drummond (1949–2013)
- Johannes Kotschy (* 1949)
- Manfred Stahnke (* 1951)
- James Pugliese (* 1952)
- David First (* 1953)
- Bill Wesley (* 1953)
- Wolfgang von Schweinitz (* 1953)
- Georg Friedrich Haas (* 1953)
- Paul Dirmeikis (* 1954)
- Edu Haubensak (* 1954)
- Kyle Gann (* 1955)
- Erling Wold (* 1958)
- Michael Bach Bachtischa (* 1958)
- Hans-André Stamm (* 1958)
- Martin Smolka (* 1959)
- Georg Hajdu (* 1960)
- Daniel James Wolf (* 1961)
- Mathius Shadow-Sky (* 1961)
- Georges Lentz (* 1965)
- Kristoffer Zegers (* 1973)
- Jacob Collier (* 1994)